# Vancouver Whitecaps (1973–1984)
Vancouver Whitecaps – kanadyjski klub piłkarski z siedzibą w Vancouver. Klub działał w latach 1973–1984.

## Historia
Klub został założony 11 grudnia 1973. Już w następnym roku klub dołączył do amerykańskiej zawodowej ligi - North American Soccer League. Klub występował w NASL do momentu jej likwidacji w 1984. Swój największy sukces Whitecaps osiągnęli w 1979, kiedy to pokonaniu w finale Tampa Bay Rowdies zdobyli mistrzostwo ligi. Po rozwiązaniu NASL w 1984 klub został zlikwidowany.

## Sukcesy
- mistrzostwo NASL: 1979.

## Sezony wNASL
| Sezon | Uzyskane Miejsce                          |
| ----- | ----------------------------------------- |
| 1974  | 4 w Western Division                      |
| 1975  | 4 w Western Division                      |
| 1976  | 3 w Pacific Conference, Western Division  |
| 1977  | 2 w Pacific Conference, Western Division  |
| 1978  | półfinał                                  |
| 1979  | mistrzostwo                               |
| 1980  | 3 w National Conference, Western Division |
| 1981  | 1 w Northwest Division                    |
| 1982  | 3 w Western Division                      |
| 1983  | 1 w Western Division                      |
| 1984  | 2 w Western Division                      |

## Znani piłkarze w klubie
| - Alan Ball - Peter Beardsley - Bob McNab - Ruud Krol - Frans Thijssen - Peter Lorimer | - Bruce Grobbelaar - Gerry Gray - Bruce Wilson - Bob Lenarduzzi - Tino Lettieri - Carl Valentine |

## Trenerzy
- Holger Osieck (1977)
- Tony Waiters (1977-79)
- Bob McNab (1980)
- Tony Waiters (1980)
- Johnny Giles (1981-83)